# Tom Henning Øvrebø
Tom Henning Øvrebø (n. 26 iunie 1966, Oslo, Norvegia) este un fost arbitru norvegian de fotbal. Øvrebø a fost un arbitru UEFA de elită, oficiând meciuri în Cupa UEFA și UEFA Champions League. În afara fotbalului el lucra ca psiholog.
Øvrebø a oficiat câteva meciuri în care a luat decizii controversate, iar după meciul dintre Chelsea și Barcelona din mai 2009, contând pentru semifinalele Ligii Campionilor 2008-2009, acesta a fost dur criticat, iar apoi a fost amenințat chiar și cu moartea de fanii londonezi.